# 陈澄
陈澄（1972年11月—），女，汉族，江苏泰州人，中华人民共和国淮剧演员、政治人物，第十三届全国人民代表大会江苏地区代表。中国民主同盟盟员。

## 生平
2018年2月24日，当选为第十三届全国人大代表。